# Centre l'Avant-première
 (mai 2025).
Si vous disposez d'ouvrages ou d'articles de référence ou si vous connaissez des sites web de qualité traitant du thème abordé ici, merci de compléter l'article en donnant les références utiles à sa vérifiabilité et en les liant à la section « Notes et références ».
Le Centre l’Avant-première est un organisme à but non lucratif qui assure la gestion des locaux administratifs et des salles de répétitions du Centre de production en arts de la scène. Ces salles locatives à tarifs réduits, mises à la disposition des artistes, sont dotées d'équipements spécialisés pour l'enregistrement, la prédiffusion ou le tournage d’œuvres originales. 

## Historique
La Corporation Ville-Joie Sainte-Thérèse a vu le jour en 1987, après dix ans de lobbying par les artistes de l’Outaouais. La première phase du projet a vu naître le Centre de production en arts de la scène au 430-432 boulevard Taché, dans le secteur Hull. Le centre partage avec le Conservatoire les locaux de la maison Riverview, bâtiment patrimonial bâti en 1865. À l'origine, la principale mission était de favoriser la création et le développement de productions professionnelles en arts de la scène. 
Le 14 octobre 1999, le centre développe un nouveau concept et se rebaptise L’Avant-Première. Grâce à des subventions totalisant 130 000$ du Conseil régional de développement de l’Outaouais (CRDO), du Ministère de la culture et des communications du Québec (MCCD), de la Société de diversification économique du Québec (SDEC) et du Centre local de développement de la communauté urbaine de l’Outaouais (CLD-CUO), le centre offrira plus de ressources pour la prédiffusion. 
En plus de répondre à des besoins de répétition et de tournage télévisuel, les artistes et artisans du théâtre, de la danse, de la musique et des arts multidisciplinaires peuvent se produire dans Le Studio, un ancien studio de tournage de Télé-Québec. On l’a converti en une grande salle équipée de systèmes d’éclairage et de sonorisation, en plus d’une régie et d’un système professionnel de captation. 
Depuis, des ateliers de formation, des résidences d’artistes, des coproductions, des associations et des parrainages ont été réalisés dans les cinq salles de l’Avant-Première. 

## 25eanniversaire
Dans le cadre de son 25e anniversaire, le centre l’Avant-première a développé une série d’événements spéciaux qui encouragent la prédiffusion d’œuvres originales en arts de la scène. L’équipe de Rose Caribou a assuré la coordination du 25e anniversaire.